# ソラヌム・ピンピネリフォリウム
ソラヌム・ピンピネリフォリウム（Solanum pimpinellifolium）は、トマトの野生種である。
エクアドルとペルー原産であるが、ガラパゴス諸島など至る所に帰化している。
小さな果実は食用となり、在来トマトとして家庭菜園で一般的に育てられているが、一般的に栽培されているトマト種Solanum lycopersicumのように栽培化されたものではなく、野生種であると考えられている。

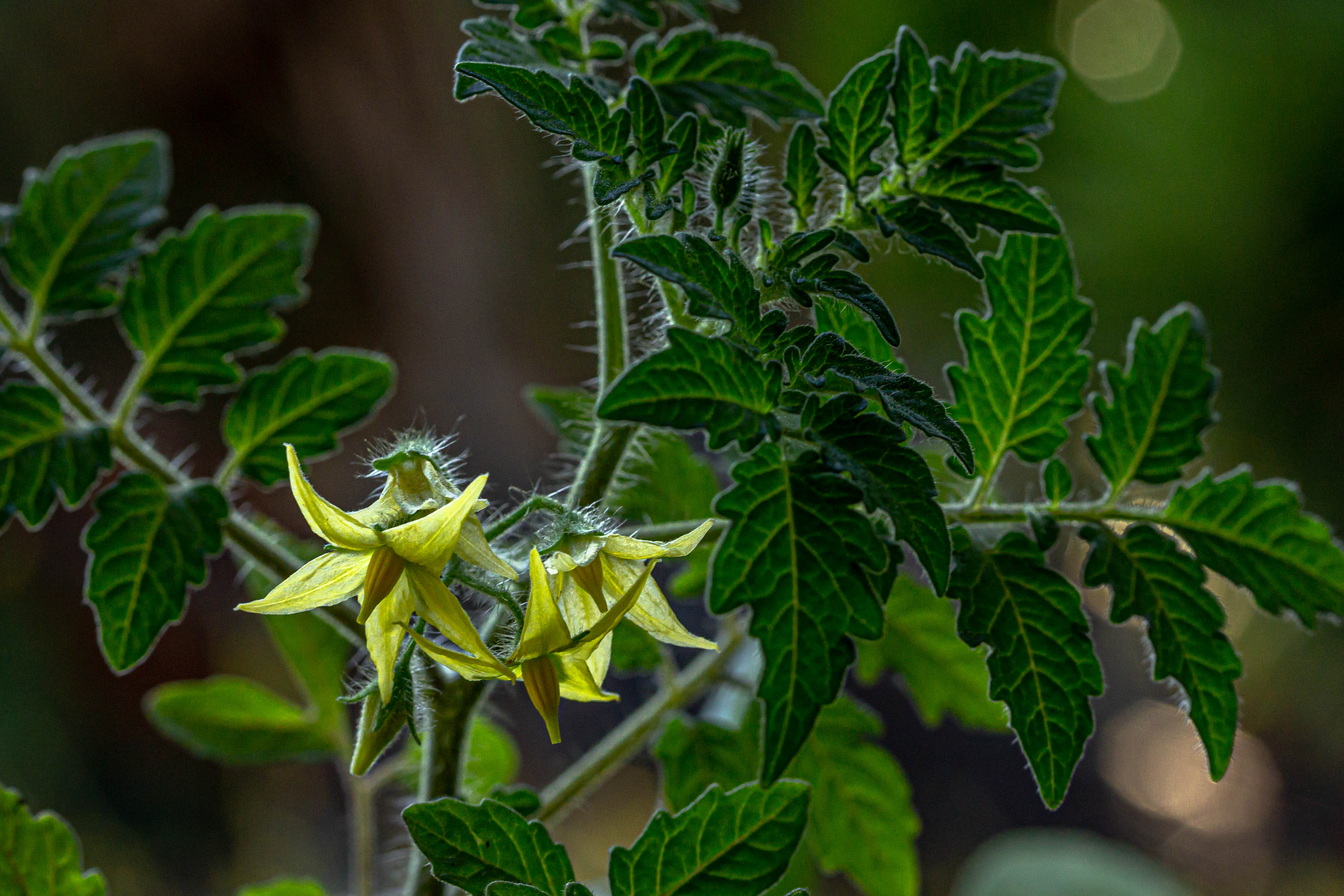

2012年にゲノム配列が明らかにされた。

## 交配での利用
本種は一般的な栽培化トマトと交配される。一年生、二年生、多年生の品種が存在する。
トマトとの近縁さとトマトと自由に交配できる能力から、トマトの品種への耐病性形質の導入のためや、果実の形状や大きさといったトマトの形質の遺伝的制御の研究などに使われる。本種はリコピン、ビタミンC、フェノール酸類をS. lycopersicumよりも多く含み、抗酸化能もより高い。ゲノムのサイズは900 Mbであり、トマトとの差は0.6%である。トマトと730万年前に分岐したジャガイモとの差はどちらも8%である。
栽培化トマトの祖先種と考えられ、栽培トマトの限定的な遺伝子プールを補助する価値がある。農業発展のため、野生のカラントトマトは自生地域であるペルー北部やエクアドル南部でははやらなくなってきている。加えて、種子収集が生物の多様性に関する条約に伴う問題によって妨げられている。